# Alemitu Abera
Alemitu Abera Begna, née le 1er janvier 1986, est une athlète éthiopienne. 

## Carrière
Alemitu Abera est médaillée d'argent du 3 000 mètres aux Championnats d'Afrique junior 2005. Elle est aussi médaillée d'argent par équipes en cross junior aux Championnats du monde de cross-country 2005.
Elle remporte le Marathon d'Istanbul en 2011, le Marathon de Houston en 2012 et le Marathon de Daegu en 2012.